# Погледајте шта се десило са Розмарином бебом
Погледајте шта се десило са Розмарином бебом (енгл. Look What's Happened to Rosemary's Baby), познат и као Розмарина беба 2 (енгл. Rosemary's Baby Part II) амерички је телевизијски хорор филм из 1976. године, редитеља Сема О’Стина са Стивеном Макхатијем, Пати Дјук, Рут Гордон, Рејом Миландом и Бродериком Крофордом у главним улогама. Представља званични наставак филма Розмарина беба (1968), редитеља Романа Поланског.
Радња је издељена у три целине. Прва носи наслов Розмарина књига и говори о Розмарином покушају да одведе Ендруа далеко од ковена Кастеветових и одгаја га као нормално дете. Друга целина је Адрианова књига и смештена је 20 година касније. Говори о неуспелом ритуалу који су Мини и Роман спровели како би Адриан (Ендру) био прихваћен као Сотонин син. Последња целина, Ендруова књига, приказује Адрианов повратак на добру страну и његову потрагу за својом мајком, Розмари.
Од глумачке поставе из претходног филма, једино се Рут Гордон вратила у улогу Мини Кастевет. Она је за ову улогу у претходном делу награђена Оскаром за најбољу глумицу у споредној улози. Сем О’Стин, који је режирао овај филм, радио је на првом делу као монтажер. Пати Дјук, која је у улози Розмари Вудхаус заменила Мију Фароу, била је у ужем избору за исту улогу и у првом делу.
Филм није постао познат широј јавности и већина гледалаца Розмарине бебе не зна да наставак и постоји. Добио је веоме негативне критике и сматра се једним од најгорих хорор наставака свих времена.

## Радња
Прошло је 8 година од како је Розмари родила Адриана, Сотонино дете. Једног дана, Розмари одлучује да са својим сином, кога она зове Ендру, побегне од ковена Мини и Романа Кастевета. Док их присталице Кастветових свуда траже, Розмари и Ендру се привремено скривају у цркви, где они не могу да уђу...

## Улоге
| Глумац           | Улога                     |
| ---------------- | ------------------------- |
| Стивен Макхати   | Ендру „Андриан” Вудхаус   |
| Пати Дјук        | Розмари Вудхаус           |
| Рут Гордон       | Мини Кастевет             |
| Реј Миланд       | Роман Кастевет            |
| Бродерик Крофорд | шериф Холцман             |
| Лојд Хејнс       | Лајкин                    |
| Дејвид Хафман    | Питер Сајмон              |
| Џорџ Махарис     | Гај Вудхаус               |
| Тина Луиза       | Марџин Дорн               |
| Дона Милс        | Елен                      |
| Филип Бојер      | Адриан / Ендру (8 година) |
| Брајан Ричардс   | др Листер                 |
| Беверли Сандерс  | новинарка                 |